# مریم‌گلی یکساله
مریم‌گلی یکساله، مریم‌گلی سبز (نام علمی: Salvia viridis) نام یک گونه از سرده مریم‌گلی است.